# Oskar Höfling

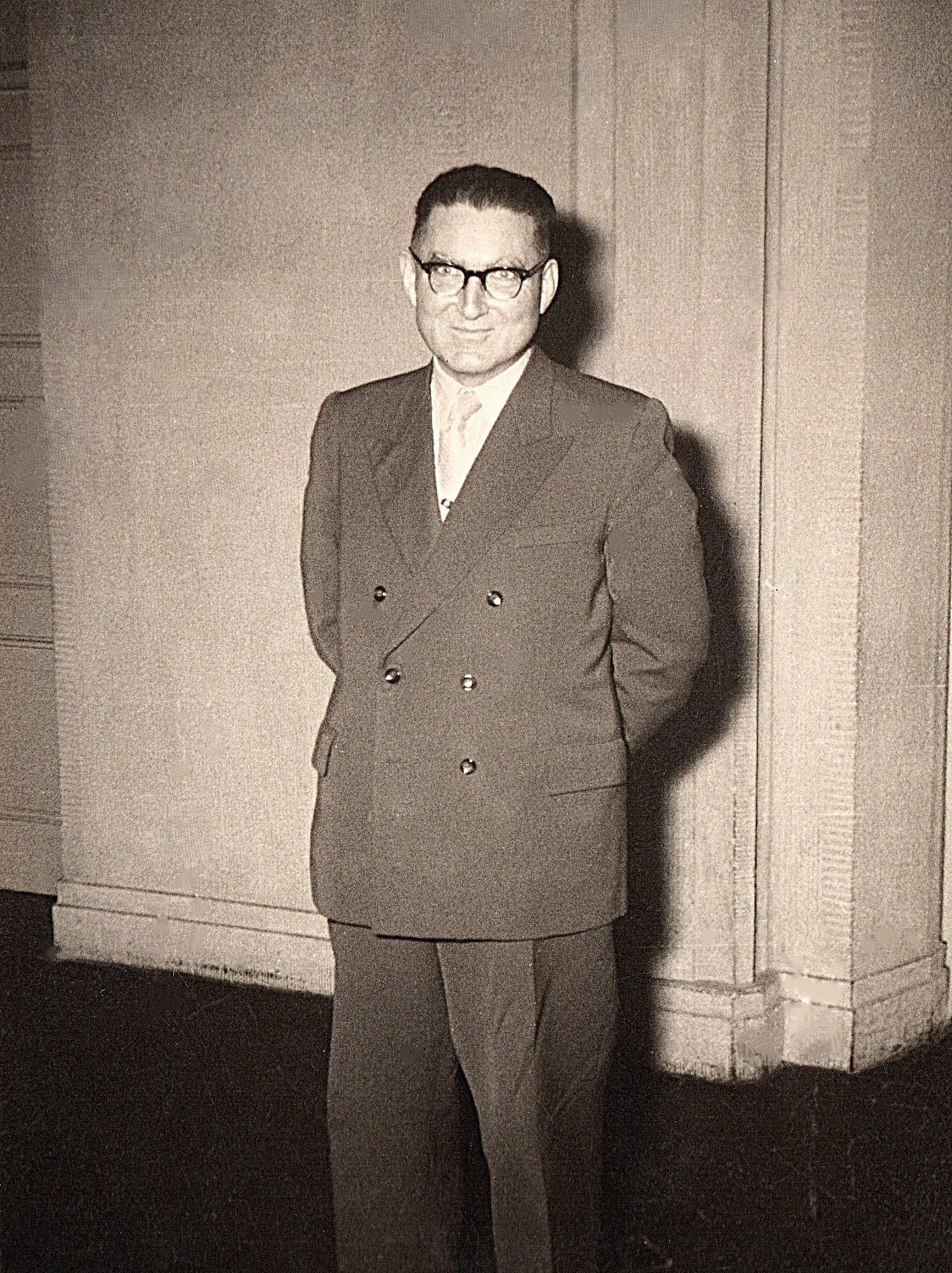
In Hamburg

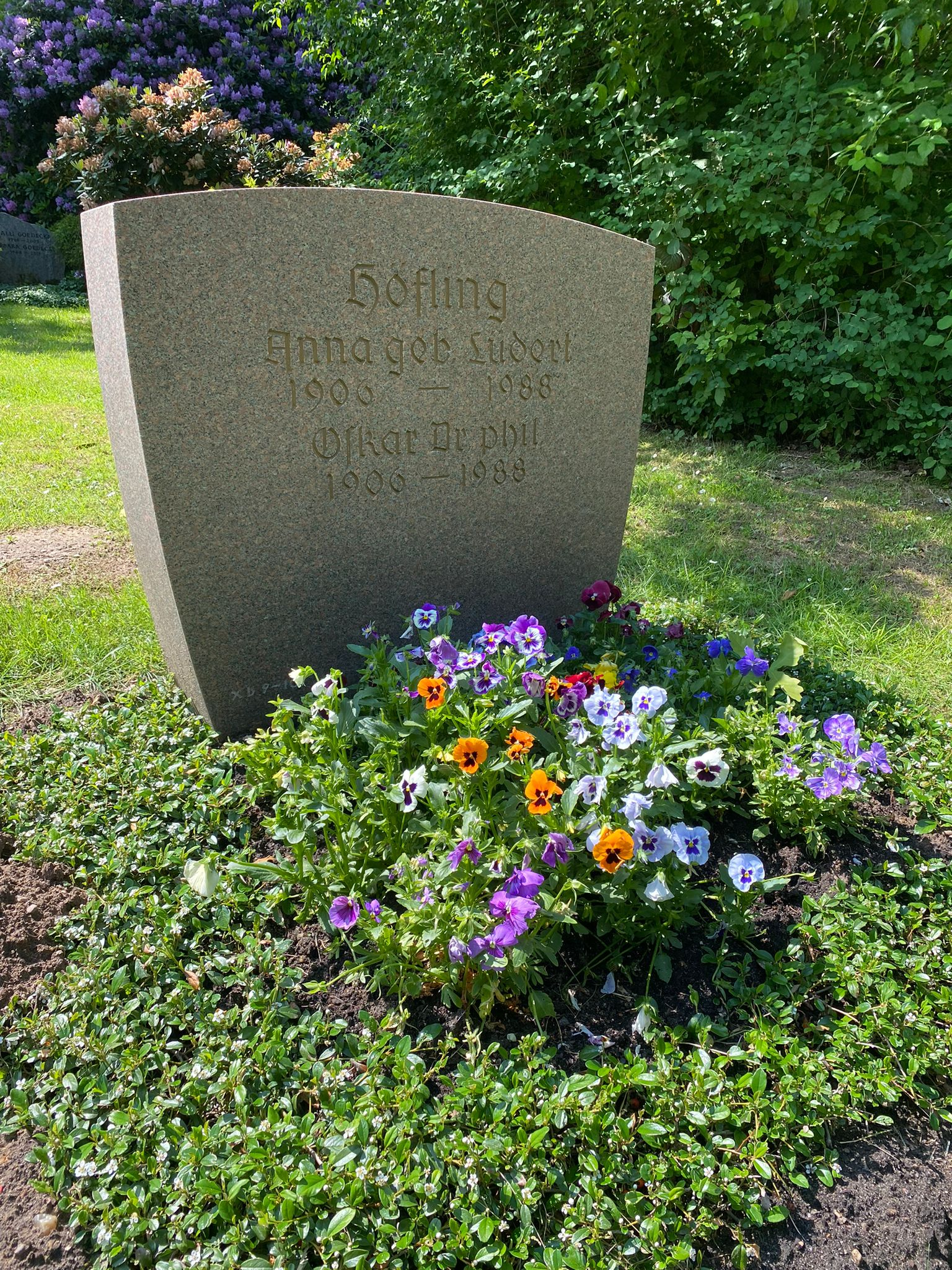
Grabstätte auf dem Friedhof Wohldorf

Oskar Höfling (* 17. November 1906 in Essen; † 25. Dezember 1988 in Hamburg) war ein Naturwissenschaftler, Pädagoge und Buchautor. 

## Leben
Höfling legte Ostern 1926 an der Krupp-Oberrealschule in Essen das Abitur ab. Er studierte Mathematik, Physik und Chemie an der Universität Bonn ab 1926 und wurde dort mit einer Arbeit über dreigliedrige Gruppen konformer Transformationen des Raums bei Hans Beck (1876–1942) am 21. Dezember 1929 promoviert. 1931 legte er das Lehramtsstaatsexamen ab. Er hat Naturwissenschaften an Schulen in Bonn bis 1950 und Hamburg unterrichtet. Er ist insbesondere als Autor von Physikbüchern für die Sekundarstufen I und II hervorgetreten. Insgesamt hat er 32 Lehrbücher eigenständig geschrieben und war an 20 weiteren Publikationen als Mitautor beteiligt.
Oskar Höfling wurde auf dem Friedhof Wohldorf (Grablage Xb 10) beigesetzt.

## Werke (Auswahl)
- Physik : Lehrbuch f. Unterricht u. Selbststudium. Dümmler-Verlag, 1975, 10. Aufl.
- Physik: Formeln und Einheiten. Aulis-Verlag, 2012, 19. Aufl.
- Über dreigliedrige Gruppen konformer Transformationen des Raumes. Bonn, 1929